# Compromiso cívico

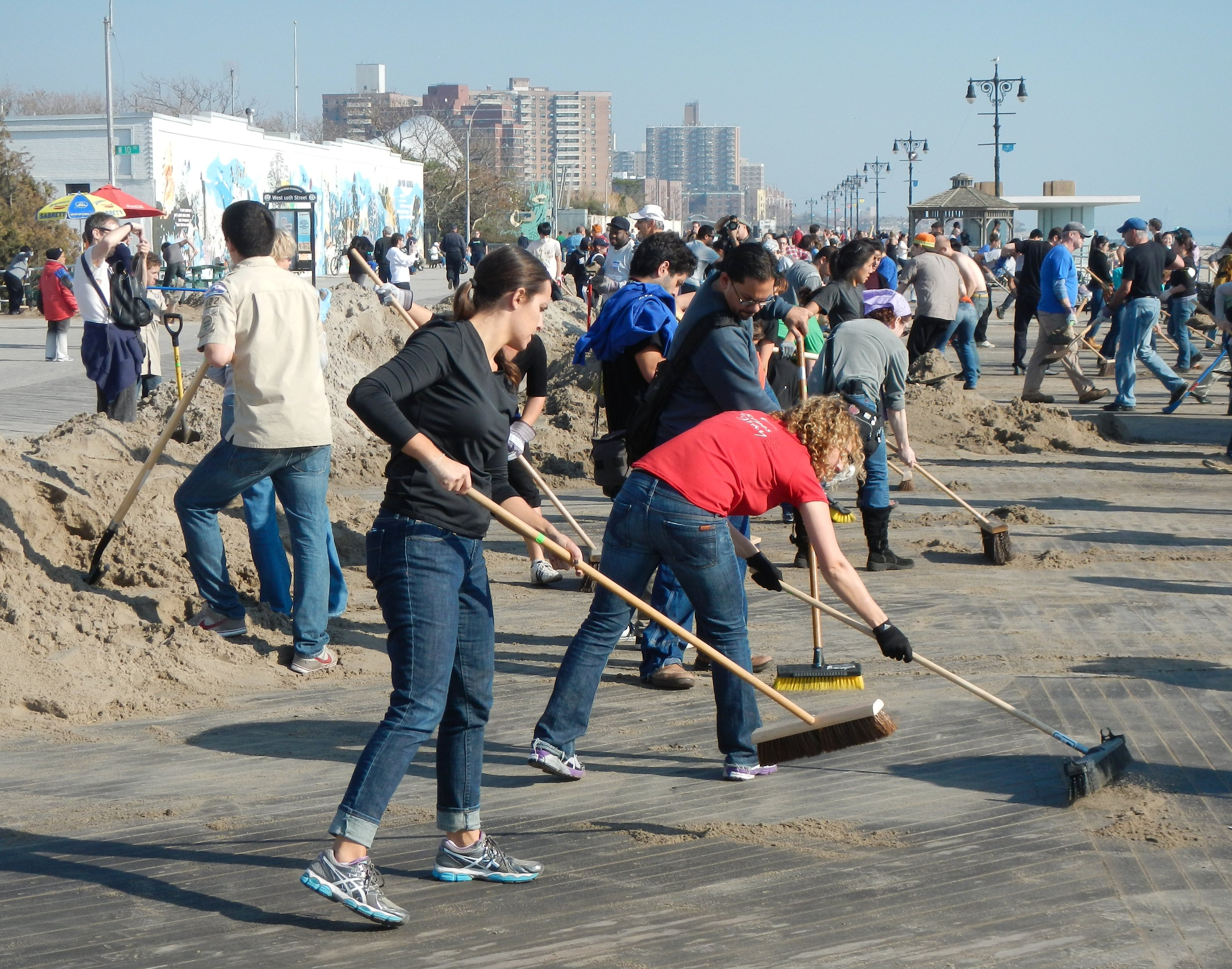
El voluntariado es un tipo importante de compromiso cívico. En la foto aparecen voluntarios limpiando tras el huracán Sandy de 2012.

El compromiso cívico o la participación cívica es cualquier actividad individual o grupal que aborde cuestiones de interés público.El compromiso cívico incluye comunidades que trabajan juntas o individuos que trabajan solos en acciones políticas y no políticas para proteger los valores públicos o lograr un cambio en una comunidad. El objetivo del compromiso cívico es abordar las preocupaciones ciudadanas y mejorar el bienestar de la comunidad.
El compromiso cívico es «un proceso en el que las personas emprenden acciones colectivas para abordar cuestiones de interés público» y es «un instrumento de la democracia».La subrepresentación en política de determinados grupos (como las minorías, los pobres y los más jóvenes) hace que no se tengan en cuenta sus intereses. A su vez, los problemas de los grupos que votan más se abordan con mayor frecuencia, lo que provoca que se aprueben más leyes para solucionarlos.

## Formas
El compromiso cívico puede adoptar muchas formas: desde el voluntariado individual, la elección de profesión, la participación comunitaria o la participación en organizaciones hasta la participación electoral. Estos compromisos pueden incluir abordar directamente un problema a través del trabajo personal, comunitario o a través de las instituciones de la democracia representativa.
Muchas personas participan activamente en su comunidad impulsadas por su sentido de la responsabilidad. El "compromiso cívico juvenil" tiene objetivos similares: desarrollar el entorno comunitario y cultivar relaciones, aunque el compromiso cívico juvenil hace hincapié en empoderar a los jóvenes. 
Un estudio publicado por el Centro de Información e Investigación sobre Aprendizaje y Compromiso Cívico de la Universidad de Tufts clasificó el compromiso cívico en 3 categorías: voz cívica, electoral y política.
Los estudiosos de la participación juvenil en línea han pedido una interpretación más amplia de la participación cívica que se centre en el propósito detrás de las instituciones y actividades actuales e incluya instituciones y actividades emergentes que persigan los mismos objetivos.
Una revista publicada por el Journal of Transformative Education señala una brecha en las formas de participación entre las diferentes generaciones.Los autores sugieren que la reducción de la vida cívica a pequeños conjuntos de comportamientos explícitamente electorales puede ser insuficiente para describir el espectro completo de la participación pública en la vida cívica.
| Resolución de problemas comunitarios                         | Votación regular                                         | Contactar a los funcionarios                  |
| Voluntariado regular para una organización no electoral.     | Persuadir a otros para que voten                         | Contactar con los medios impresos             |
| Membresía activa en un grupo o asociación.                   | Visualización de botones, carteles y pegatinas.          | Contactar con los medios de difusión          |
| Participación en carrera/caminata/paseo para recaudar fondos | Contribuciones de campaña                                | Protestas                                     |
| Otra recaudación de fondos para organizaciones benéficas     | Voluntariado para candidatos u organizaciones políticas. | Peticiones por correo electrónico             |
| Postularse para un cargo político                            | Registrar votantes                                       | Peticiones escritas y campaña puerta a puerta |
| No participación simbólica                                   | Abstención deliberada y organizada                       | Boicot                                        |

La reforma de la participación cívica en EE. UU. surgió a principios del siglo XXI después de que el libro Bowling Alone de Robert Putnam sacara a la luz cambios en los patrones de participación cívica. Putnam argumentó que a pesar del rápido aumento de las oportunidades de educación superior que pueden fomentar el compromiso cívico, los estadounidenses estaban abandonando la vida política y comunitaria organizada. Varios estudios sugirieron que, si bien más jóvenes se ofrecen como voluntarios, son menos los que votan o se involucran políticamente.

## Términos relacionados
- Educación cívica o educación políticaː asignatura que enseña conocimientos y habilidades para fortalecer la convivencia. Se supone que el alumnado al que se imparta educación cívica mostrará en la adultez mayor compromiso cívico.
- Compromiso social, involucración social o participación social (en inglés social engagement)ː grado en que una persona participa en la comunidad o en la sociedad . Se define como la dedicación y participación activa de un individuo o grupo en la construcción de una sociedad mejor, asumiendo responsabilidades y actuando en beneficio de la comunidad.[10] Implica una actitud proactiva hacia el bienestar colectivo,[11] más allá de los intereses individuales, y se manifiesta a través de diversas acciones como el voluntariado, el activismo, la filantropía o la participación ciudadana.[12] Es un término que se ha utilizado con sentidos diferentes. La organización caritativa Oxfam lo define como «responsabilidad social que desarrolla una persona u organismo hacia su comunidad y que se traduce en una búsqueda voluntaria del bienestar general por encima del particular».[13] Así como el compromiso cívico es una característica de las personas individuales, el compromiso social se espera también de organizaciones y gobiernos. Cuando se cree no obtenerlo, se habla de "falta de compromiso social".[14]
- Compromiso comunitario (en francésː engagement communautaire; en inglés community engagement)ː es la implicación y la participación en una organización con la intención de contribuir al bienestar de la comunidad. No parece ser un concepto distinto del voluntariado. Puede considerarse por tanto una forma de compromiso cívico.
- Compromiso políticoː adhesión que el individuo manifiesta hacia el sistema político.[15] También puede entenderse como una forma de compromiso cívico.
- Ciudadanía activaː el Consejo de Europa la define como «desarrollo de la comunidad a través de la participación para mejorar la calidad de vida de todos sus miembros».[16] Parece ser otra forma de denominar el compromiso cívico.
- Coraje civil, coraje cívico, valor cívico o coraje socialː es el manifestado por la persona que, en una situación social grave (pero no en batalla), cumple con su deber a pesar de los riesgos para su integridad física (que pueden incluir la lesión, el encarcelamiento, la tortura y hasta la muerte). Por ejemplo, personas que, a pesar de recibir amenazas, se presentan como candidatas electorales o, en el caso de periodistas, siguen informando sobre temas de interés público que perjudican intereses capaces de ejercer violencia ilegal.[17] El coraje civil es el grado más extremo de compromiso cívico.
- Compromiso democrático o compromiso con la democraciaː[18] disposición para emplear siempre métodos democráticos (participación en elecciones limpias, protestas pacíficas) para la acción política (conseguir el poder o que se haga caso a las demandas) y renunciar a los métodos antidemocráticos (intimidación, violencia, terrorismo o fraude electoral).[19]

Casi todos estos términos tienen como primera palabra compromisoː grado de esfuerzo que realmente hace una persona para cumplir una obligación que ha asumido. La segunda palabra intenta definir el ámbito en que se realiza ese esfuerzo. Cuando se emplee alguno de estos términos es importante definirlo con precisión, ya que se han empleado con significados distintos y, en ocasiones, solapados. 

## Papel del voluntariado en la transformación de la gobernanza
El Informe sobre el estado del voluntariado en el mundo 2015, la primera revisión global del poder de las voces de los voluntarios para ayudar a mejorar la forma en que se gobierna a las personas, se basa en evidencia de países tan diversos como Brasil, Kenia, Líbano y Bangladesh. Este informe de las Naciones Unidas muestra cómo la gente común ofrece voluntariamente su tiempo, energías y habilidades para mejorar la forma en que es gobernada a escala local, nacional y mundial. Una mejor gobernanza en todos los niveles es un requisito previo para el éxito del nuevo conjunto de metas para el desarrollo internacional futuro, los Objetivos de Desarrollo Sostenible, acordados por las Naciones Unidas en septiembre de 2015.
A escala mundial, por ejemplo, un grupo diverso de 37 voluntarios en línea de todo el mundo participó en 4 meses de intensa colaboración con el Departamento de Asuntos Económicos de las Naciones Unidas (ONU DESA) para procesar 386 encuestas de investigación realizadas en 193 países miembros de las Naciones Unidas para la Encuesta de gobierno electrónico de las Naciones Unidas de 2014. La diversidad de nacionalidades e idiomas de los voluntarios en línea (más de 65 idiomas y 15 nacionalidades, de las cuales la mitad son de países en desarrollo) refleja la misión de la encuesta.

## Beneficios y desafíos
El compromiso cívico, en general, puede fomentar la participación de la comunidad y que los gobernantes se involucren, según ICMA: Leaders at the Core of Better Communities .
Los beneficios específicos del compromiso cívico son:
- Lograr una mayor aceptación de las decisiones con menos reacciones negativas, como demandas judiciales, elecciones especiales o una destitución de consejos de gobierno.
- Generar confianza entre los ciudadanos y las autoridades, lo que mejora el comportamiento público en las reuniones de estos consejos.
- Lograr resultados exitosos en cuestiones complejas, lo que ayuda a los cargos electos a evitar elegir entre soluciones igualmente poco atractivas.
- Desarrollar ideas más creativas y mejores soluciones.
- Implementar ideas, programas y políticas de forma más rápida y sencilla.
- Crear ciudadanos implicados en vez de clientes exigentes.
- Construir una comunidad dentro de una ciudad.
- Haciendo el trabajo más fácil y relajante.

Si bien la participación cívica tiene beneficios, también existen desafíos que considerar. Estos desafíos incluyen los diversos factores que describe la ICMA. Por ejemplo, la desconfianza, la clarificación de funciones y el tiempo desempeñan un papel en los desafíos del compromiso cívico: 
- El compromiso cívico suele tardar más en mostrar resultados que la acción gubernamental directa. A largo plazo, las reacciones públicas a las políticas gubernamentales o las decisiones legales pueden conducir a cambios más rápidos que la participación del gobierno en demandas judiciales o en iniciativas populares.
- Para que el compromiso cívico tenga éxito, se necesita transparencia y confianza entre el gobierno y la ciudadanía.

## Compromiso cívico local
Dentro de las comunidades locales, existen muchas oportunidades para que los ciudadanos participen en el compromiso cívico. Se cree ampliamente que el voluntariado de tiempo personal para proyectos comunitarios apoya el crecimiento de una comunidad en su conjunto. La participación de la comunidad se podría encontrar en bancos de alimentos, programas de limpieza comunitaria y similares, lo que refuerza los vínculos comunitarios.

### Colaboración comunitaria
La colaboración comunitaria incluye espacios democráticos donde las personas están abiertas a discutir inquietudes sobre temas particulares relacionados con el interés público y los medios para realizar los cambios necesarios. En estos espacios, como asociaciones de vecinos o juntas escolares, los ciudadanos pueden obtener información sobre la comunidad (próximos cambios, propuestas de solución a problemas existentes, etc.). Los colegios y universidades también ofrecen más oportunidades y esperan que más estudiantes participen en trabajo voluntario comunitario.
Según un estudio de caso realizado en una universidad estadounidense en septiembre de 2014, existen cualidades de liderazgo fundamentales que contribuyen al desarrollo del compromiso cívico. El estudio menciona 3 temas principales: liderazgo activo, adaptativo y resiliente; aprendizaje para el liderazgo y compromiso por el bien común como las principales razones del éxito del Compromiso por la Democracia (TDC) en la universidad. TDC es una iniciativa nacional que pretende ayudar a los colegios comunitarios estadounidenses a educar a sus estudiantes en la democracia.
La participación política es otro elemento clave que se practica con regularidad. La participación en las sesiones de debate de los plenos municipales informa a los ciudadanos sobre las necesidades y los cambios que deben realizarse. Emitir un voto informado a nivel local puede cambiar muchas cosas que afectan la vida cotidiana.
La participación en línea permite a los ciudadanos una participación en su gobierno local que de otro modo no tendrían, al permitirles expresarse desde la comodidad de sus propios hogares. La participación en línea implica cosas como la votación en línea y foros de discusión pública que brindan a los ciudadanos la oportunidad de expresar sus opiniones sobre temas y ofrecer soluciones, así como de encontrar otros con intereses comunes y de formar grupos de defensa relacionados con intereses particulares. 
El uso de Internet ha permitido a las personas acceder fácilmente a la información y ha dado como resultado un electorado mejor informado, además de crear un nuevo sentido de comunidad para los ciudadanos.

## En el papel de los gobiernos subnacionales
Lo descrito anteriormente se aplica al nivel municipal de países donde el Estado se articula en 3 nivelesː nacional (o federal), subnacional y municipal (o local). Las personas que trabajan en los gobiernos subnacionales toman conciencia de lo que la comunidad necesita escuchando a los ciudadanos y, por lo tanto, toman decisiones matizadas. Según Miriam Porter, «la agitación, la sospecha y la reducción de la confianza pública» se producen por falta de comunicación. El compromiso cívico habitualmente se relacionada con organismos subnacionales. Los valores, conocimientos, habilidades, ideas, actitudes y creencias de la población se trasladan al compromiso cívico en términos de representación de vastas identidades culturales, sociales y económicas.
El compromiso cívico en el territorio subnacional requiere compromiso cívico local. Los ciudadanos son la base de la democracia representativa. La aplicación de este principio se puede encontrar dentro de los programas y leyes que las entidades subnacionales han puesto práctica según factores relacionados con ese entidad en particular. La salud, la educación, la igualdad y la inmigración son algunos ejemplos de entidades que el compromiso cívico puede moldear.

### Aplicación en salud
Las entidades subnacionales llevan a cabo programas de salud pública. Por ejemplo, en Estados Unidos, el Programa Estatal de Seguro Médico Infantil (SCHIP por sus siglas en inglés), es la mayor inversión pública en atención sanitaria infantil y ayuda a más de 12 millones de niños sin seguro médico. Otros países tienen sanidad pública. «Este programa estatal de seguro médico para niños de bajos ingresos se asoció con un mejor acceso, utilización y calidad de la atención, lo que sugiere que SCHIP tiene el potencial de mejorar la atención médica para los niños estadounidenses de bajos ingresos». Los estados participan en el programa y lo diseñan para que se ajuste mejor a las necesidades demográficas de ese estado, haciendo que su atención médica y el proceso de participación cívica de las personas que participan en el programa también ayuden a reformarlo y arreglarlo como parte de la identidad del estado.

### En comparación con otros países
Otro país que fomenta la participación pública y lleva a cabo programas de salud pública es el Reino Unido. Un estudio realizado por el Departamento de Atención Primaria de la Universidad de Liverpool, el Departamento de Medicina Social de la Universidad de Bristol, el Departamento de Geografía y Geología, el Instituto McMaster de Medio Ambiente y Salud, la Universidad McMaster, la Autoridad de Salud de Avon, la Escuela de Periodismo, Tom El Centro Hopkinson de Investigación de Medios, Estudios Culturales y de Medios de la Universidad de Cardiff y el Departamento de Epidemiología Clínica y Bioestadística del Centro de Economía de la Salud y Análisis de Políticas de la Universidad McMaster declararon que "Existe una serie de impulsos hacia la participación pública en la toma de decisiones sobre atención médica". incluidos los impulsos instrumentalistas, comunitarios, educativos y expresivos y el deseo de una mayor rendición de cuentas".
Su investigación incluyó un examen crítico del grado de participación de la gente en la toma de decisiones sanitarias. Se sugiere que «la participación pública en la toma de decisiones puede promover objetivos, unir a individuos o grupos, impartir un sentido de competencia y responsabilidad y ayudar a expresar la identidad política o cívica».La acción de los ciudadanos encaminada a influir en las decisiones de los representantes afecta en última instancia al Estado en su conjunto. La votación es un componente clave del compromiso cívico para que se escuche la voz de las masas.
La investigación realizada por Robert Putnam sobre las diferencias en el compromiso social y cívico entre el norte y el sur de Italia desde 1970 sugiere que la presencia de comunidades cívicas promueve el compromiso cívico al mejorar el interés y la educación de las actividades políticas. Según datos de las encuestas de Cultura Cívica, «los miembros de las asociaciones mostraron más sofisticación política, confianza social y participación política».La investigación de Sheri Berman realizada con la República de Weimar en Alemania después de la Primera Guerra Mundial sugiere que el compromiso cívico puede mejorarse aumentando la confianza entre los electores y los políticos.
En países como Mozambique, Myanmar, Nigeria y Pakistán, donde existen gobiernos autoritarios y la participación ciudadana sería más necesaria, la participación política es escasa(puede ser castigada con la cárcel o incluso la muerte). Además, «se confirma que los niveles de participación masiva son significativamente más bajos en las autocracias». Muchos ven a los ciudadanos comunes que participan en la política como una «tercera fuerza a través de la cual se puede derrocar la jerarquía tradicional de Estado y súbdito». Sin embargo, los grupos extranjeros de personas no políticas que participan en el compromiso político también pueden incluir grupos potencialmente disruptivos, como la mafia rusa.

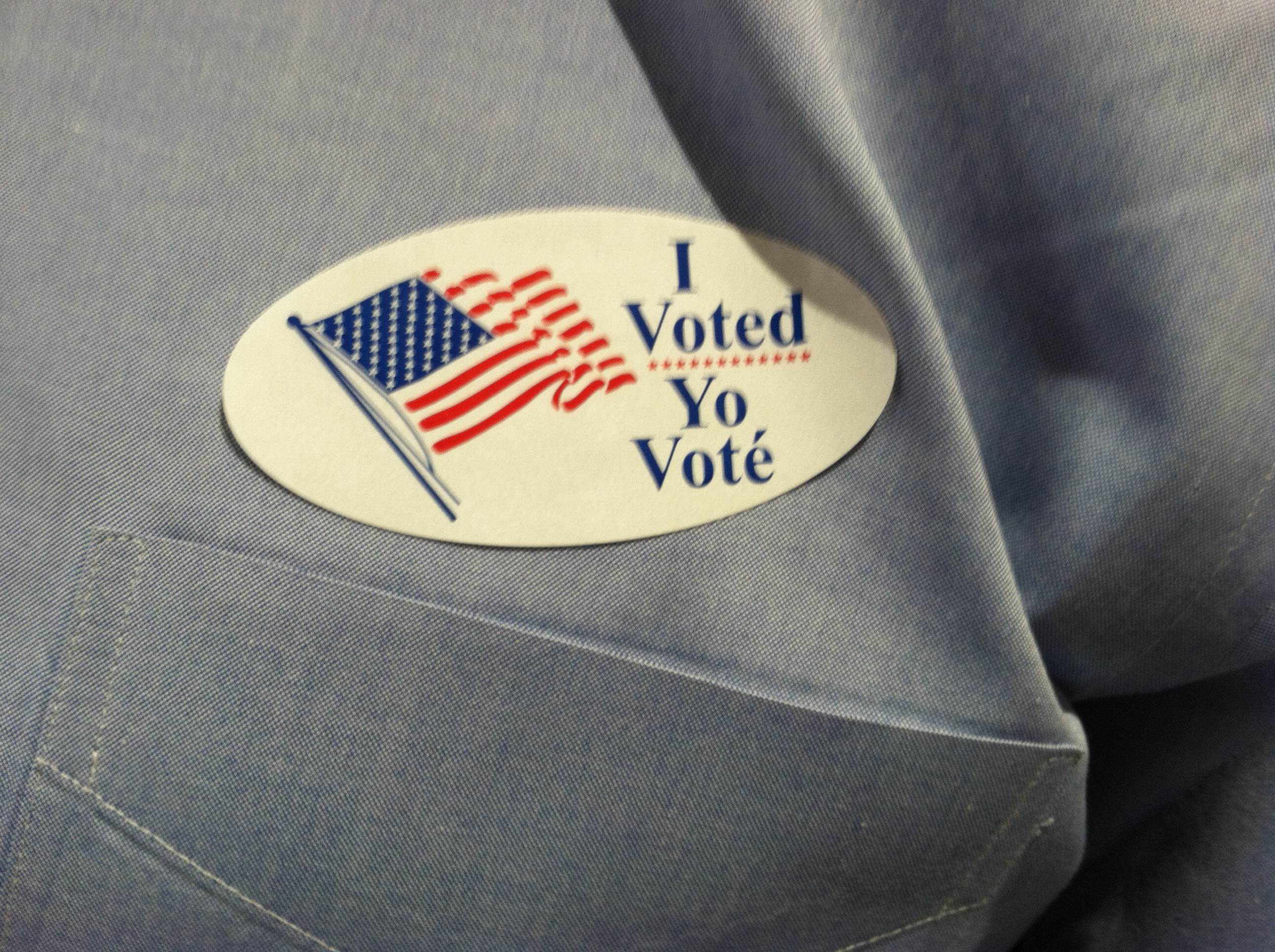
Pegatina de alguien que ha votado

Un gobierno subnacional puede marcarse como objetivo promover el compromiso cívico. La directora Regina Lawrence del Instituto Annette Strauss para la Vida Cívica afirma que «la política y todas las demás formas de participación en realidad tratan de hacer de su comunidad, su estado y su nación un mejor lugar para vivir».
La entidad subnacional puede ayudar a promover la participación cívica garantizando procesos justos de votación y asignación de circunscripciones electorales (ver lo contrario en Gerrymandering); creando asociaciones entre agencias gubernamentales, organizaciones sin ánimo de lucro y ciudadanos privados; y manteniendo redes de información sobre oportunidades de voluntariado y caridad.
Uno de los principales factores que determinan el compromiso cívico entre la gente es la participación electoral. La participación electoral mide el nivel de participación política de los ciudadanos, un componente importante del compromiso cívico y un requisito previo para mantener la responsabilidad pública.

## En comunidades marginadas
Se define marginar como «poner o dejar a una persona o grupo al margen, en condiciones sociales, políticas o legales de inferioridad», según la RAE. En comunidades diversas se percibe conciencia y participación según un estudio, utilizando 3 tipos diferentes de servicio comunitario para la interacción entre individuos diversos y la comprensión de la perspectiva de cada uno y la mejora de las relaciones dentro de la comunidad.Además, específicamente entre los jóvenes negros, existe una brecha subyacente en la educación cívica temprana, donde falta y donde prospera. 
Hope y Jagers estudiaron el compromiso cívico entre los jóvenes negros utilizando datos adquiridos de la Encuesta de cultura juvenil del Black Youth Project. Se supone que los jóvenes negros que sufren discriminación racial se sienten motivados a ser conscientes y a participar en política.
Otro estudio, de Chan, describe el efecto de la asociación de factores ambientales y de desarrollo entre un grupo de jóvenes en riesgo, como los afroamericanos y los latinos, que provienen de familias de bajos ingresos que viven en barrios del centro de la ciudad. Su investigación dio como resultado variaciones según los participantes, ya que los jóvenes de minorías raciales estaban motivados y tenían metas para su futuro debido a su temprana involucración en actividades de participación cívica, pero no hubo evidencia suficiente de que este tipo de mentalidad los seguirá hasta la edad adulta.
Al analizar a otro grupo oprimido, los latinos, según este informe del New York Times, se afirma que el número de hispanos con derecho a votar aumentó a una estimación de 10 millones entre 2000 y 2012, pero falta adoptar un enfoque activo para tratar temas como la inmigración que causan revuelo en la comunidad latina. 
La demografía hispana se está convirtiendo en una influencia notable en las votaciones. Para ampliar el estudio de Jensen se tomó otro grupo oprimidoː los padres inmigrantes de Asia y América Latina y sus hijos. En su estudio tomaron una muestra de un grupo pequeño de un área metropolitana. La diferencia entre ambas generaciones varía, ya que el 87,5 % de los hijos que se encontraban en la escuela secundaria declararon estar comprometidos cívicamente. En cambio, los padres no participaban cívicamente, pero desarrollaron una "conciencia bicultural", consistente, entre otras cosas, en enviar dinero a su país de origen (ver Remesa). Dada la situación de estos padres, veían estos envíos como su deber de participar cívicamente.

## Tecnología

### Tipos

#### Uso de la televisión
El capital social ha estado disminuyendo durante años y Putnam investigó por qué. Una de las áreas que cubrió el estudio fue la televisión y sus efectos en el compromiso social y cívico. Shah escribe que Putnam descubrió que cuanta más televisión ve una persona, menos actividades al aire libre realiza. Esto se demuestra con el auge de la televisión en la década de 1960 y la caída del compromiso cívico. Descubrieron que, aunque las noticias y la programación educativa en realidad pueden ayudar al conocimiento de los ciudadanos, la falta de participación en actividades externas y eventos sociales perjudica la participación cívica en general.
Hoy en día, Internet se ha convertido en el principal medio de comunicación social. Xenos y Moy descubrieron que Internet ayuda al compromiso cívico, pero también genera «euforia injustificable, escepticismo abrupto e igualmente injustificable y comprensión gradual de que la interacción humana basada en la web realmente tiene propiedades únicas y políticamente significativas».Tenemos a nuestro alcance toda la información que queremos sobre un candidato, y la gran cantidad de información está creando un cuerpo social más informado. Pero con Internet viene la desinformación, que choca contra la información y crea una sociedad con opiniones encontradas (ver Polarización política).
En relación con el compromiso cívico y el uso de la televisión, ha habido un impulso para el compromiso cívico por parte de los propios canales de televisión. El 22 de septiembre de 2020, WarnerMedia lanzó un centro de recursos no partidista para la participación de los votantes, con la esperanza de brindar a más ciudadanos acceso al voto y una mejor comprensión sobre cómo hacerlo(en Estados Unidos el voto es voluntario y hay que registrarse para votar, lo que en ocasiones puede ser complicado por sí mismo, y más si las autoridades de un signo se lo complican a las minorías que probablemente votarían por el signo contrario; en otros países el voto es obligatorio, o bien es voluntario, pero los ciudadanos están incluidos de por vida en un censo electoral obligatorio). 

#### Servicios electrónicos
La Fundación Knight describe 4 formas diferentes en que la tecnología puede ayudar al compromiso cívicoː
- proporcionar servicios electrónicos y mejorarlos,
- hacer la información más transparente,
- permitir la democracia electrónica; y
- un servicio que denomina coproducción.[49]

Los servicios electrónicos permitirían que las tecnologías digitales mejoraran la eficiencia de los servicios públicos dentro de una ciudad. Esto permitiría que estos servicios fueran más eficaces y brindaría a los ciudadanos una forma de participar. La democracia electrónica y la coproducción funcionarían permitiendo a los ciudadanos guiar las políticas públicas mediante su participación en acciones a través de la tecnología. La Fundación Knight afirma que la tecnología puede hacer que la información sea más transparente, permitiendo al público acceder a la información e involucrarse.

#### El emprendimiento social

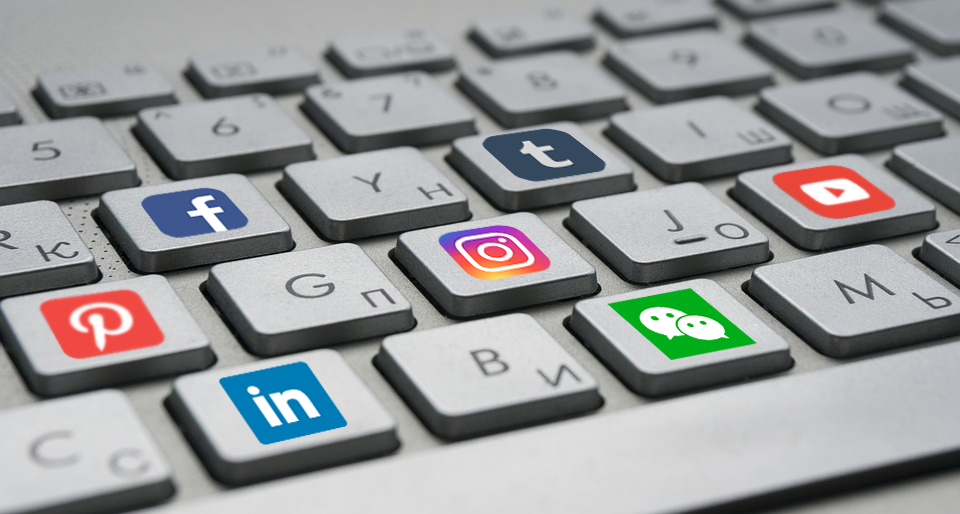
Las redes sociales pueden utilizarse como canales para los debates ciudadanos y para que los gobiernos lleguen al electorado.

El emprendimiento social ha experimentado un importante aumento de actividad en los últimos años. Se puede ver un ejemplo de Eric Gordon y Jessica Philippi, quienes publicaron un estudio sobre su juego interactivo en línea para la participación local llamado Community PlanIt (CPI). El propósito del CPI es mejorar cualitativamente la participación cívica, en lugar de centrarse en aumentar el número de ciudadanos que participan. El estudio concluyó que el CPI fomenta actitudes reflexivas y media las relaciones de confianza que son necesarias para un compromiso cívico funcional y continuo.

#### Medios de comunicación social
Hay varios estudios y revistas que se centran en el impacto que tienen las redes sociales en el compromiso cívico. En un estudio mencionado en una sección posterior sobre el compromiso cívico en todo el mundo, los entrevistados de Noruega «generalmente usan Facebook para invitar a la gente a algún tipo de reunión cara a cara al comienzo de un compromiso comunitario y para facilitar el compromiso continuo de los participantes».
Investigaciones adicionales demuestran las capacidades de esta red social y otras para permitir la participación cívica. En Asia se llevó a cabo un estudio centrado en el impacto que tuvo el aumento de las comunicaciones por Internet en el capital social (sociología). Este estudio concluyó que, si bien el papel de Internet es brindar a los ciudadanos más oportunidades para contactarse entre sí, no desempeña un papel en el aumento de diferentes medidas de capital social como la confianza. Además, el estudio concluyó que «el capital social desarrollado a través de la participación voluntaria en la organización social tiene la mayor eficacia para promover todo tipo de compromiso cívico».

### Factores definitorios
Se observa que la eficacia y la confianza son los 2 principales elementos para mejorar la aplicación de la tecnología ciudadana (participación de los ciudadanos a través de Internet) a proyectos gubernamentales. Las comunidades pueden generar consenso reforzando estos 2 factores, reduciendo la antipatía de la gente hacia los funcionarios públicos y los programas sociales sin eliminar el escepticismo legítimo, y reduciendo la distancia que crean las barreras de información al transmitir datos.La confidencialidad y la seguridad de las tecnologías cívicas son otros factores que determinan si la gente apoya y populariza las conversaciones públicas en línea.
La tecnología local tiene 3 niveles de transformación y modelos dinámicos, desde la información hasta la participación y el empoderamiento. Los portales web, las redes sociales y las aplicaciones móviles (apps) son métodos eficaces para llegar a una amplia gama de audiencias. El monitoreo y la gestión electrónicos, la mejora de la eficiencia del servicio y la capacitación empresarial ayudan a garantizar una mayor participación y un funcionamiento fluido. 
La retroalimentación abierta y transparente y la publicación de datos son factores que fomentan el compromiso futuro y la precisión de estos datos. Esta transmisión de información promueve la mejora de la participación cívica. Los futuros programas gubernamentales estarán orientados a los ciudadanos, utilizarán las tecnologías de la información y la comunicación y se medirán por su eficacia y claridad. Además, el que los ciudadanos estén al tanto de los proyectos y participen proporciona a los organizadores de base una estructura cooperativa más duradera y estable. Es un método para obtener comentarios de los ciudadanos, puede señalar las deficiencias de las políticas,y puede dar una primera idea de la eficacia de las políticas públicas, aunque para conocer con rigor esta eficacia deben seguirse los métodos de la evaluación de proyectos.

## Compromiso cívico en algunos países

### Noruega
Malene Paulsen Lie llevó a cabo el estudio «Periódicos locales, Facebook y compromiso cívico local». Tenía como objetivo «[investigar] cómo una selección de habitantes de dos comunidades noruegas utiliza la prensa local y Facebook...» y concluyó que «tanto Facebook como la prensa local desempeñan papeles importantes en el compromiso cívico», ilustrando los distintos medios. que los ciudadanos emplean. Al observar la demografía de quienes usan cada medio, este estudio también vio que el grupo demográfico más joven se desvió de los periódicos locales y prefirió noticias nacionales o internacionales, mientras que el grupo demográfico de mayor edad priorizó el periódico local.

### Polonia
En Polonia, las redes sociales desempeñan un papel importante en el nivel de compromiso cívico para las elecciones municipales. Un estudio concluyó que «la participación exitosa en las cuentas de redes sociales también es mayor cuando el alcalde opera en un entorno activo de redes sociales».

### Australia
En Australia, se realizó un estudio que reconocía diversas formas de participación cívica, como «la protesta social y la acción colectiva, y organizaciones específicas dedicadas al lobby y la promoción». El estudio continúa diciendo que «los gobiernos de Australia generalmente prefieren iniciar procesos de consulta por sí mismos, en lugar de ser percibidos como que están consultando solo en respuesta a las manifestaciones».

### Sudeste asiático
En el sudeste asiático se llevó a cabo un estudio centrado en la participación cívica dentro de los servicios de salud mental, más específicamente en países de ingresos medios y bajos (PIMB). En estos países, el estudio concluyó que las intervenciones de participación cívica se pueden implementar con éxito, pero los modelos occidentales deben adaptarse mejor a las culturas y valores locales. Además, las comunidades de estos países que enfrentan conflictos armados, desastres naturales o represión política consideran que la cohesión comunitaria es un resultado común de las iniciativas de participación cívica. 
Centrándose en el impacto en la salud mental, la participación cívica permitió a los ciudadanos desarrollar una mejor comprensión de los problemas y dotarse de las habilidades necesarias para satisfacer las necesidades de sus problemas locales de salud mental. El estudio se refiere a la crisis del terremoto del océano Índico de 2004, donde «los voluntarios comunitarios de confianza desempeñaron un papel clave en la prestación de servicios de salud mental muy necesarios».

### China
En China, los experimentos de presupuesto participativo, un ejemplo de empoderamiento cívico que incluye a todos los miembros de la sociedad, promueven un grado de transparencia y equidad, ya que la gran mayoría de la presupuestación se realiza a nivel local y en aldeas más pequeñas (He). En la próxima década, la Asamblea Popular Nacional de China (el Parlamento) planea implementar más experimentos de este tipo y una mayor participación de los ciudadanos. Sin embargo, el empoderamiento de los órganos locales seguirá limitado por la cautela de los líderes centrales y la resistencia de los gobiernos locales. De la misma manera, el gobierno seguirá controlando el empoderamiento ciudadano.

### Rumanía
Hay países, como Rumanía, donde las nuevas tecnologías empezaron a influir en la participación cívica en los últimos años. Los nuevos medios de comunicación se están convirtiendo en un factor de creciente movilización cívica de las nuevas generaciones. El Centro de Participación Cívica y Democracia (CPD), de la Escuela Nacional de Estudios Políticos y Administrativos SNSPA ha realizado varios estudios al respecto. El CPD es una unidad de investigación, análisis y evaluación de la participación ciudadana en el proceso democrático, tanto a escala nacional como europea. Creado en la SNSPA, reúne a expertos en áreas como ciencias políticas, sociología, ciencias administrativas, comunicaciones, relaciones internacionales y estudios europeos, y objetiva el papel del SNSPA y el estatus de la escuela de gobernanza. Está dirigido por Remus Pricopie y Dan Sultanescu.

## Papel de la educación superior
Se puede argumentar que un paso fundamental en la creación de una sociedad funcional comienza con la educación cívica de los niños dentro de la comunidad. Según Diann Cameron Kelly, «Cuando nuestros niños pequeños sirven a sus comunidades a través del voluntariado, la participación política o el activismo vocal, es más probable que surjan... votando y sirviendo en todos los aspectos de la sociedad».Kelly sostiene que a los niños se les debe enseñar cómo funciona su comunidad y quién elige las reglas con las que vivimos, incluso antes de que ingresen a la escuela. Otras voces sostienen que la educación cívica es un proceso que dura toda la vida, incluso para quienes toman decisiones en nombre de los ciudadanos a los que sirven.
Para responder a este desafío, la incorporación del aprendizaje-servicio en el diseño de cursos universitarios ha ganado aceptación como una pedagogía que vincula el contenido curricular con la educación cívica. En un estudio reciente, los estudiantes que participaron en el aprendizaje-servicio, aunque fuera una sola vez, parecen haber obtenido avances en el conocimiento y el compromiso con la participación cívica en comparación con los estudiantes que no participaron.
Campus Compact, una coalición de casi 1200 presidentes de universidades (a partir de 2013) promueve el desarrollo de habilidades cívicas mediante la creación de asociaciones comunitarias y la provisión de recursos para capacitar a los profesores para integrar el aprendizaje cívico y comunitario en el plan de estudios.
Basándose en la aceptación del aprendizaje-servicio y el compromiso cívico en la educación superior, la Fundación Carnegie para el Avance de la Enseñanza creó en 2003 el Proyecto de compromiso político para desarrollar el conocimiento y las habilidades políticas de los estudiantes en edad universitaria. El Proyecto de democracia estadounidense (ADP por sus siglas en inglés) fue lanzado ese mismo año por la Asociación Estadounidense de Colegios y Universidades Estatales (AASCU por sus siglas en inglés). Al ADP se unió el Compromiso con la Democracia Estadounidense (ADC por sus siglas en inglés), una asociación de colegios comunitarios, para patrocinar una conferencia nacional anual centrada en el papel de la educación superior en la preparación de la próxima generación de ciudadanos informados y comprometidos. 
El ADP también patrocina iniciativas en los campus, incluido el registro de votantes, proyectos de revisión del plan de estudios y días especiales de acción y reflexión, como el Día de Servicio de MLK. En un informe titulado A Crucible Moment: College Learning and Democracy's Future, publicado en 2012 por el Grupo de Trabajo Nacional sobre Aprendizaje Cívico y Compromiso Democrático, un proyecto conjunto del Departamento de Educación de EE. UU. y la Asociación Estadounidense de Colegios y Universidades, los autores argumentan que la educación superior debe servir como incubadora intelectual y socio socialmente responsable para promover el aprendizaje cívico y el compromiso democrático.
El informe recomienda 4 pasos básicos para construir instituciones con mentalidad cívica:
1. Fomentar un espíritu cívico en toda la cultura del campus.
2. Hacer de la educación cívica una expectativa fundamental para todos los estudiantes.
3. Practicar la investigación cívica en todos los campos de estudio.
4. Impulsar la acción cívica a través de asociaciones transformadoras.[69]

Estas iniciativas basadas en la educación superior se esfuerzan por construir en los estudiantes universitarios una identidad políticamente comprometida, al tiempo que mejoran la capacidad de evaluar el panorama político y tomar decisiones informadas sobre la participación en democracia. Como lo demuestra el crecimiento de las coaliciones, las oportunidades de desarrollo profesional y la investigación en educación cívica, las instituciones de educación superior y sus asociaciones asociadas están comprometidas a ayudar a preparar a la próxima generación de ciudadanos para que se conviertan en los administradores (ver Mayordomía) del mañana.
Muchas universidades, como la de Minnesota, han comenzado a centrarse en aumentar el compromiso cívico de los estudiantes y han exigido que los educadores comiencen a incorporarlo en varias actividades escolares. Edwin Fogelman, autor de Compromiso cívico en la Universidad de Minnesota, afirma que el verdadero compromiso cívico sólo puede ser practicado por quienes viven dentro de una democracia. Según Fogelman, el compromiso cívico está determinado en gran medida por las escuelas. Las instituciones educativas tienen las habilidades para fomentar «la competencia cívica, el pensamiento crítico y el espíritu público, que capacitan a los ciudadanos para comprometerse». 
Muchos afirman que el compromiso cívico debería formar parte del plan de estudios y que las instituciones de educación superior deberían ofrecer oportunidades para participar, como pasantías, aprendizaje-servicio y actividades comunitarias. Las instituciones también deben ofrecer espacios donde los estudiantes puedan mantener debates abiertos sobre inquietudes y cuestiones controvertidas.
Algunos centros, como la Universidad Widener, han hecho del compromiso cívico un objetivo central. Esta universidad se esfuerza por lograr que los estudiantes se involucren en la comunidad local para que sean más conscientes y comprometidos. (Compromiso cívico y aprendizaje-servicio en una universidad metropolitana: múltiples enfoques y perspectivas).

### Aprendizaje cívico
En enero de 2012, el Departamento de Educación de EE. UU. (equivalente al Ministerio de Educación en otros países) publicó una hoja de ruta titulada Avanzando en el aprendizaje cívico y la participación en la democracia que ofrece 9 pasos para mejorar el compromiso del Departamento de Educación con el aprendizaje cívico y la participación en la democracia.
Estos pasos incluyen:
1. Convocar y catalizar escuelas e instituciones postsecundarias para aumentar y mejorar el aprendizaje y la participación cívica de alta calidad.
2. Identificar indicadores cívicos adicionales
3. Identificar prácticas prometedoras en materia de aprendizaje cívico y compromiso democrático y fomentar más investigaciones para saber qué funciona.
4. Aprovechar las inversiones federales y las asociaciones público-privadas
5. Fomentar colocaciones de estudio y trabajo basadas en la comunidad.
6. Fomentar carreras de servicio público entre estudiantes universitarios y graduados.
7. Apoyar el aprendizaje cívico para un plan de estudios integral desde jardín de infantes a 12.º grado
8. Involucrar a colegios y universidades históricamente negros y otras instituciones que prestan servicios a minorías —como hispanos, asiáticos americanos, nativos americanos de las islas del Pacífico y colegios y universidades tribales— en un diálogo nacional para identificar las mejores prácticas.
9. Destacar y promover la participación de estudiantes y familias en programas y políticas educativas a nivel federal y local.[73]

Sin embargo, el aprendizaje cívico también tiene sus desafíos. Según el libro Jóvenes ciudadanos y los nuevos medios, de W. Lance Bennett, el desafío de la educación y el aprendizaje cívicos es la integración y adaptación a la actitud más contemporánea hacia la política, que gira más en torno a la calidad de vida personal, el reconocimiento social y la autoestima.

### Participación de la juventud
La participación de los jóvenes tiene un impacto crítico en 4 aspectos: 
1. Toma democrática de decisiones
2. Cohesión comunitaria
3. Equidad
4. Desarrollo personal de los propios jóvenes.[75]

La cooperación educativa nacional y transnacional conduce a compartir y promover la transmisión y popularización de información y puede lograr el efecto de promover el avance social y mejorar las condiciones de vida de los ciudadanos y el medio ambiente.
Los servicios y programas públicos contribuyen al desarrollo mental de los grupos de jóvenes rebeldes y vulnerables y cambiarán los patrones de gobierno en el futuro, ya que movilizan la participación de la próxima generación de ciudadanos. Estos programas educativos tienen como objetivo aplicar las ciencias sociales y la psicología para estimular el entusiasmo de la comunidad juvenil por participar en proyectos gubernamentales, promoviendo así el desarrollo sostenible de la sociedad.
El diseño de tales proyectos gubernamentales sigue siendo neutral y abierto. Continúa sujeto a controversia si el Estado tiene derecho a orientar a los adolescentes para que acepten una educación de esta naturaleza. Los expertos sugieren primero identificar los temas que los estudiantes valoran, luego seleccionar un tema para discutir acciones concretas y objetivos a corto plazo que se puedan implementar, y concluir con comentarios y un resumen. Se anima a los profesores a validar las ideas de los estudiantes y evitar traer opiniones personales y posturas políticas a las aulas.
La actitud general de los estudiantes universitarios hacia la responsabilidad cívica, el compromiso, el aprendizaje y la expresión en línea es positiva. El gobierno puede considerar la opción de fortalecer el sentido de autonomía de los estudiantes universitarios en el desempeño de sus deberes cívicos para reducir las desigualdades que existen actualmente en el sistema educativo K-12 (educación). Como parte del sistema educativo, los estudiantes universitarios pueden crear plataformas de participación accesibles para grupos vulnerables y más a través de sus recursos educativos o hablar en nombre de estos grupos a través de visitas comunitarias y conversaciones a fondo.